# Pygmaena trestrigata
Pygmaena trestrigata là một loài bướm đêm trong họ Geometridae.